# The Field
The Field är en svensk technoartist från Stockholm som egentligen heter Axel Willner. 2007 släpptes debutalbumet som The Field, From Here We Go Sublime, på det tyska skivbolaget Kompakt. Skivan blev hyllad av musikkritiker och var det album som hade bäst sammanvägt betyg på Metacritic 2007. 2009 släpptes hans andra album som The Field, Yesterday and Today och 2011 släpptes Looping State of Mind.
Willner har under åren använt flera olika pseudonymer. Innan han började använda sig av The Field under 2005 hade han utgivit material som Lars Blek, Cordouan och Porte. Under 2012 släppte han ett album under pseudonymen Loops of Your Heart och 2014 släppte han The Soul is Quick som Hands.

## Diskografi

### Som The Field

#### Album
- 2007 – From Here We Go Sublime
- 2009 – Yesterday and Today
- 2011 – Looping State of Mind
- 2013 – Cupid's Head
- 2016 – The Follower
- 2018 – Infinite Moment

#### EP-skivor
- Sound of Light (2007)

#### Singlar
- "Things Keep Falling Down" (2005)
- "Sun & Ice" (2006)
- "The More That I Do" (2009)

#### Remixer
- Annie - "My Heartbeat" (2005)
- Marit Bergman - "No Party" (2006)
- James Figurine - "55566688833" (2006)
- 120 Days - "Come Out (Come Down, Fade Out, Be Gone)" (2006)
- Battles - "Tonto" (2007)
- The Honeydrips - "Fall From a Height" (2007)
- Thom Yorke - "Cymbal Rush" (2007)
- Maps - "You Don't Know Her Name" (2007)
- Gui Boratto - "Hera" (2007)
- Andreas Tilliander - "Stay Down" (2007)
- Familjen - "Hög Luft" (2007)
- Sasha - "Mongoose" (2008)
- Popnoname - "Touch"
- DeVotchKa - "Clockwise Witness"
- Tocotronic - "Macht es nicht selbst" (2010)
- Bear In Heaven - Ultimate Satisfaction (2010)
- Walls - "Hang Four" (2010)
- Harmonia & Eno '76 - "Luneburg Heath" (2010)
- Maserati - "Pyramid of the Moon" (2010)
- Wildbirds & Peacedrums - "The Well" (2010)

### Som Lars Blek
- 2001 – Untitled

### Som Cordouan
- 2002 – 25-08-95
- 2003 – Untitled
- 2003 – Love

### Som Porte
- 2001 – EP
- 2001 – 8-18
- 2002 – Untitled

### Som Loops of Your Heart
- 2012 – And Never Ending Nights

### Som Hands
- 2014 – The Soul is Quick